# Postplatyptilia
Postplatyptilia är ett släkte av fjärilar. Postplatyptilia ingår i familjen fjädermott.
Kladogram enligt Catalogue of Life:
| Postplatyptilia | \| \| Postplatyptilia akerbergsi \| \| \| \| \| \| Postplatyptilia alexisi \| \| \| \| \| \| Postplatyptilia biobioica \| \| \| \| \| \| Postplatyptilia camptosphena \| \| \| \| \| \| Postplatyptilia eelkoi \| \| \| \| \| \| Postplatyptilia flinti \| \| \| \| \| \| Postplatyptilia fuscicornis \| \| \| \| \| \| Postplatyptilia genisei \| \| \| \| \| \| Postplatyptilia huigraica \| \| \| \| \| \| Postplatyptilia minima \| \| \| \| \| \| Postplatyptilia naranja \| \| \| \| \| \| Postplatyptilia nubleica \| \| \| \| \| \| Postplatyptilia paraglyptis \| \| \| \| \| \| Postplatyptilia pusilla \| \| \| \| \| \| Postplatyptilia talcaica \| \| \| \| |
|                 | \| \| Postplatyptilia akerbergsi \| \| \| \| \| \| Postplatyptilia alexisi \| \| \| \| \| \| Postplatyptilia biobioica \| \| \| \| \| \| Postplatyptilia camptosphena \| \| \| \| \| \| Postplatyptilia eelkoi \| \| \| \| \| \| Postplatyptilia flinti \| \| \| \| \| \| Postplatyptilia fuscicornis \| \| \| \| \| \| Postplatyptilia genisei \| \| \| \| \| \| Postplatyptilia huigraica \| \| \| \| \| \| Postplatyptilia minima \| \| \| \| \| \| Postplatyptilia naranja \| \| \| \| \| \| Postplatyptilia nubleica \| \| \| \| \| \| Postplatyptilia paraglyptis \| \| \| \| \| \| Postplatyptilia pusilla \| \| \| \| \| \| Postplatyptilia talcaica \| \| \| \| |
|                 | Postplatyptilia akerbergsi |
|                 | |
|                 | Postplatyptilia alexisi |
|                 | |
|                 | Postplatyptilia biobioica |
|                 | |
|                 | Postplatyptilia camptosphena |
|                 | |
|                 | Postplatyptilia eelkoi |
|                 | |
|                 | Postplatyptilia flinti |
|                 | |
|                 | Postplatyptilia fuscicornis |
|                 | |
|                 | Postplatyptilia genisei |
|                 | |
|                 | Postplatyptilia huigraica |
|                 | |
|                 | Postplatyptilia minima |
|                 | |
|                 | Postplatyptilia naranja |
|                 | |
|                 | Postplatyptilia nubleica |
|                 | |
|                 | Postplatyptilia paraglyptis |
|                 | |
|                 | Postplatyptilia pusilla |
|                 | |
|                 | Postplatyptilia talcaica |
|                 | |